# Stuart (namn)
Stuart är ett efternamn som även används som förnamn.

## Personer med förnamnet Stuart
- Stuart Adamson
- Stuart Agnew
- Stuart Baxter
- Stuart Bingham
- Stuart Cable
- Stu Cook
- Stuart Davis
- Stuart Sutcliffe

## Personer med efternamnet Stuart
- Alexander Hugh Holmes Stuart
- Arabella Stuart
- Brad Stuart
- Bruce Stuart
- Carl Magnus Stuart
- Cayetana Fitz-James Stuart
- Charles E. Stuart
- Charlotte Stuart
- Colin Stuart
- Edwin Sydney Stuart
- Elisabet Stuart
- Freundel Stuart
- Geoffrey Stuart
- Gilbert Stuart
- Gloria Stuart
- Henry Benedict Stuart
- Henry Carter Stuart
- Herbert Akroyd Stuart
- Hod Stuart
- Ian Stuart
- Jakob Edvard Stuart
- James Stuart (arkitekt)
- J.E.B. Stuart
- John McDouall Stuart
- Louisa Maria Teresa Stuart
- Madame Stuart
- Mark Stuart
- Rex Stuart-Beck
- Wanda Stuart
- William Patrick Stuart-Houston